# Холтен, Рендл Макнилаг
Рендл Макнилаг Холтен (29 марта 1922, Мельбурн, Виктория, Австралия — 12 октября 1996) — австралийский футболист и политический деятель, администратор острова Рождества (1980—1982).

## Биография
Учился в Скотч Колледже (Мельбурн). В 16 лет бросил учебу и начал работать страховым агентом.
Во время Второй мировой войны поступает в австралийские королевские ВВС. Вышел в отставку в 1946 г. в звании лейтенанта. Профессионально выступает за клуб ФК «Коллинвуд». В 1949 г. становится тренером клуба Вангаратта.
В 1958—1977 гг. — депутат палаты представителей австралийского парламента от Аграрной партии.
В 1969—1972 гг. — министр по вопросам иммиграции. Проводил политику на защиту прав коренного населения континента,
одновременно в 1971—1972 гг. — министр торговли и промышленности Австралии.
В 1980—1982 гг. — администратор острова Рождества.